# Racomitrium membranaceum
Racomitrium membranaceum är en bladmossart som beskrevs av Jean Édouard Gabriel Narcisse Paris 1898. Racomitrium membranaceum ingår i släktet raggmossor, och familjen Grimmiaceae. Inga underarter finns listade i Catalogue of Life.